# Quận York, Virginia
Quận York (tiếng Anh: York County) là một quận nằm ở phía bắc của bán đảo Virginia ở Hampton Roads khu vực đô thị của Thịnh vượng chung Virginia, một bang của Hoa Kỳ. Nằm trên sông York và các chi lưu của nó, quận lỵ là thị trấn chưa hợp nhất Yorktown [1]. Quận này có ranh giới phần đất giáp với các thành phố độc lập Williamsburg, Newport News và Poquoson, cũng như James City County, và có chung biên giới dọc theo sông York với quận Gloucester.
Thành lập năm 1634 là một trong tám shires gốc (quận) của Thuộc địa Virginia, York County là một trong những quận cổ nhất ở Yorktown của Mỹ là một trong ba điểm của tam giác lịch sử của thời thuộc địa Virginia, và vị trí mà chiến thắng đã giành được năm 1781 vào lúc kết thúc Chiến tranh Cách mạng Mỹ, giành độc lập từ Anh quốc.